# Єгорова Наталія Валеріївна
Наталія Валеріївна Єгорова, у шлюбі Кличко (26 лютого 1974 , Бровари, Київська область ) — українська спортсменка, модель, співачка.

## Життєпис
Народилася 26 лютого 1974 року у місті Бровари на Київщині. У другому класі стала займатися гімнастикою, а згодом перейшла в секцію з синхронного плавання. Важливу роль в її долі відіграв модельний бізнес — на презентації конкурсу «Чорна перлина» Наталя познайомилася з Віталієм Кличко, з яким пізніше одружилася.
У шлюбі народила трьох дітей: 2000 році син Єгор-Деніел, в 2002 — дочка Єлизавета-Вікторія, син Максим у 2005 році.
У 2011 році, в переддень 15-річчя свого весілля, за визнанням німецького журналу Gala, Наталія та Віталій стали парою року.
Написала главу «Мій шлях до ідеальної фігури» до книги братів Кличко «Наш фітнес».
Наталя Кличко є офіційною представницею німецького благодійного фонду «Фіторятівники» з підтримки жіночого та дитячого здоров'я в Україні.. Зокрема, вона бере участь у кампанії з профілактики раку грудей у жінок.
Музичну кар'єру почала зі створення групи «Addicted to…». Для себе співачка вибрала роль залежної від любові. Виступи на публіці спробувала в ефірі німецького телеканалу, де виконала російський романс.
У серпні 2022 року Кличко та Єгорова, яка повернула дошлюбне прізвище, оголосили, що вони не разом вже довгі роки і подали на розлучення.
У 2023 році Єгорова була учасницею 16-го сезону «Танці з зірками», де посіла 12-е місце.
У 2024 році повернулася в модельний бізнес, підписавши контракт з "MGM Models".